# Roland Mars
 (mai 2025).
Si vous disposez d'ouvrages ou d'articles de référence ou si vous connaissez des sites web de qualité traitant du thème abordé ici, merci de compléter l'article en donnant les références utiles à sa vérifiabilité et en les liant à la section « Notes et références ».
Pour les articles homonymes, voir Mars.
Roland Roger Jean Mars, né le 18 mars 1948 à Asnières-sur-Seine et mort le 16 août 2016 à Saint-Grégoire (Ille-et-Vilaine), est un patineur artistique français de danse sur glace. Il est triple champion de France de 1971 à 1973.

## Biographie

### Carrière sportive
Roland Mars patine avec Anne-Claude Wolfers. Ils sont triples champions de France de 1971 à 1973.
Ils représentent la France à trois championnats européens (1971 à Zurich, 1972 à Göteborg et 1973 à Cologne) et quatre mondiaux (1970 à Ljubljana, 1971 à Lyon, 1972 à Calgary et 1973 à Bratislava).
Il arrête les compétitions sportives après les mondiaux de 1973.

### Reconversion
Il devient entraîneur de patinage artistique. Au cours de sa carrière, il entraîne notamment Anne-Sophie Calvez au Club des Sports de Glace de Rennes.

### Vie privée
Il se marie avec Christine Mars et a un enfant : Vanessa 

## Palmarès
| Compétition            | 1969 | 1970 | 1971 | 1972 | 1973 |  |  |  |  |  |  |  |  |  |
| Championnats du monde  |      | 16e  | 13e  | 12e  | 16e  |  |  |  |  |  |  |  |  |  |
| Championnats d’Europe  |      |      | 11e  | 10e  | 11e  |  |  |  |  |  |  |  |  |  |
| Championnats de France | 2e   | 2e   | 1er  | 1er  | 1er  |  |  |  |  |  |  |  |  |  |
|                        |      |      |      |      |      |  |  |  |  |  |  |  |  |  |